# Шандор Ласло Золтанович
Ласло Золтанович Ша́ндор (нар. 20 березня 1909, Будапешт — пом. 1993) — український та угорський мистецтвознавець.

## Біографія
Народився 20 березня 1909 року в Будапешті. У 1950—1952 роках навчався у Ленінградському інституті живопису, скульптури та архітектури імені І. Ю. Рєпіна. У 1947—1952 роках — директор Закарпатської картинної галереї (тепер художній музей) в Ужгороді. З 1962 року в Будапешті.
Помер 1993 року.

## Роботи
Автор:
- монографій:
  - «Гаврило Мартинович Глюк» (1959);
  - «Еміль Грабовський» (1962);
- альбому «Художники Закарпаття» (1961);
- статей про українських художників в угорській пресі (1980—1990).